# Bonngau
El Bonngau (Pagus Bonnensis) fou un territori històric administrat com a comtat franc a l'època medieval, situat al Rin central amb la ciutat Bonn com a centre.
Els comtes foren:
De la família dels Conradians:
- Eberard († 944), 913 comte al Bonngau, 928 comte a Maienfeld, 927 comte al Rheingau, 940 testificat com a comte, cosí del rei Conrad I.

De la família dels Ezzons:
- Erenfrid I († 907) comte a Bonngau i Keldachgau, casat amb Adelgunda de Borgonya, filla del marcgravi Conrad II de Borgonya

- Eberard I. († després de 937), fill de l'anterior, comte al Bonngau i Keldachgau

- Erenfrid II († 970), fill de l'anterior, comte al Bonngau i Keldachgau

- Ezzo o Erenfrid II († abans del 10 de juliol del 963), fill de l'anterior, comte al Bonngau i Keldachgau

- Herman Pusillus (vers 929 - 996), fill de l'anterior, comte al Bonngau i comte palatí de Lotaríngia

- Ezzo de Lotaríngia, fill d'Herman († 1035)

- Herman II, arquebisbe de Colònia 1035–1056, germà

- Otó II de Suàbia (fill d'Herman Pusillus, comte palatí de Lotaríngia 1035–1045 i duc de Suàbia 1045–1047

Sota Herman II i Otó II el Bonngau va passar a l'arquebisbat de Colònia.